# Je'Kel Foster
Je'Kel Foster (nacido el 22 de julio de 1983 en Natchez, Misisipi), es un jugador de baloncesto estadounidense que actualmente milita en las filas del Bàsquet Manresa en la Liga ACB.

## Trayectoria deportiva
Se trata de un combo guard que puede actuar tanto de escolta como de base. Foster ha sido campeón de la Bundesliga con el Oldemburgo, y ha actuado también en la Euroliga con el JSF Nanterre y el ALBA Berlín, y Eurocup con el Spirou Charleroi.
En 2016, firma con el ICL Manresa un contrato temporal de un mes, con opción a quedarse hasta final de temporada si convence al cuerpo técnico.

## Clubes
- EnBW Ludwigsburg (2006-2007)
- Paris-Levallois (2007-2008)
- EWE Baskets Oldemburgo (2008-2010)
- Triboldi Cremona  (2010-2011)
- Bayern de Múnich  (2011-2012)
- Spirou Charleroi (2012)
- Alba Berlin (2012-2013)
- JSF Nanterre (2013)
- Felice Scandone Basket Avellino (2014)
- BBC Bayreuth (2015)
- Guaros de Lara (2015-2016)
- Bàsquet Manresa (2016-)